# 羅基特涅 (博布羅維齊亞區)
50°34′1″N 31°21′30″E / 50.56694°N 31.35833°E
羅基特涅（烏克蘭語：Рокитне），是烏克蘭北部的村莊，隸屬切爾尼希夫州的尼任區。該村始建於1781年，面積0.43平方公里，海拔高度119米，2006年人口55，人口密度每平方公里128.5人。